# بالاسته
بالاسته دهستانی در استان آلباستهٔ اسپانیا است.
در این دهستان ۲۵۷۶ نفر زندگی می‌کنند. مساحت این دهستان ۶۵٫۳۳ کیلومتر مربع است.